# ليستير إبرامز
ليستر إبرامز (بالإنجليزية: Lester Abrams)‏ هو مغني أمريكي، ولد في 1945.

## وصلات خارجية
- ليستير إبرامز على موقع ميوزك برينز (الإنجليزية)
- ليستير إبرامز على موقع ديسكوغز (الإنجليزية)